# Городское поселение Мытищи
Городско́е поселе́ние Мыти́щи — упразднённое муниципальное образование в Мытищинском районе Московской области.
Административный центр и крупнейший населённый пункт — город Мытищи.

## География
Расположено в южной части Мытищинского района. На севере граничит с сельским поселением Федоскинским и городским поселением Пироговский, на северо-востоке — с городским поселением Черкизово и сельским поселением Тарасовским Пушкинского района, на востоке — с городским округом Королёв, на юго-востоке — с городским округом Балашиха, на юге и западе — с городом Москвой, на северо-западе — с городским округом Долгопрудный. Площадь территории муниципального образования — 15 283 га.

## История
Современная история
Данный тип муниципальных образований был предусмотрен в законе 2003 года «Об общих принципах организации местного
самоуправления в Российской Федерации» и введён в ходе муниципальной реформы.
Муниципальное образование «Городское поселение Мытищи» было образовано в составе Мытищинского муниципального района на основании закона Московской области от 29 декабря 2004 г. № 198/2004-ОЗ «О статусе и границах Мытищинского муниципального района и вновь образованных в его составе муниципальных образований». В его состав вошли город Мытищи и ещё 24 населённых пункта позже упразднённых Виноградовского, Коргашинского и Сгонниковского сельских округов.
На месте водохранилища здесь раньше было,Осташковское шоссе, которое проходило через Лосиноостровск, Ватутино, Бардино, Ховрино в Осташково, трасса потеряла эксплуатационное значение. Земли эти были заселены издавна. В 1940 году археологи обнаружили близ села Осташково на другом берегу Клязьминского водохранилища 5 курганов. Рядом располагалось селище, где была найдена керамика славянского времени.

## Население
| 2006     | 2007     | 2008     | 2009     | 2010     | 2011     | 2012     |
| -------- | -------- | -------- | -------- | -------- | -------- | -------- |
| 166 123  | ↗368 957 | ↘164 299 | ↗170 708 | ↗181 358 | ↗183 301 | →183 301 |
| 2013     | 2014     | 2015     |          |          |          |          |
| ↗187 106 | ↗191 689 | ↗195 456 |          |          |          |          |

## Состав городского поселения
Городское поселение Мытищи включает в себя 25 населённых пунктов (1 город, 15 деревень, 2 села и 7 посёлков):
| №  | Населённый пункт         | Тип населённого пункта        | Население |
| -- | ------------------------ | ----------------------------- | --------- |
| 1  | Афанасово                | деревня                       | ↗336      |
| 2  | Беляниново               | деревня                       | ↗1945     |
| 3  | Болтино                  | деревня                       | ↗203      |
| 4  | Бородино                 | деревня                       | ↗256      |
| 5  | Вешки                    | деревня                       | ↘92       |
| 6  | Вешки                    | посёлок                       | ↗966      |
| 7  | Виноградово              | село                          | ↗101      |
| 8  | Горки                    | деревня                       | ↘33       |
| 9  | Грибки                   | деревня                       | ↗124      |
| 10 | леспаркхоза Клязьминский | посёлок                       | ↘85       |
| 11 | Мытищи                   | город, административный центр | ↗275 313  |
| 12 | Нагорное                 | посёлок                       | ↘250      |
| 13 | Новоалександрово         | деревня                       | ↘73       |
| 14 | Новоалександрово         | посёлок                       | ↗64       |
| 15 | Новогрязново             | деревня                       | ↘32       |
| 16 | Пироговского лесопарка   | посёлок                       | ↗26       |
| 17 | Поведники                | посёлок                       | ↗2363     |
| 18 | Погорелки                | деревня                       | ↗179      |
| 19 | Подрезово                | деревня                       | ↗99       |
| 20 | Покровская Гора          | посёлок                       | ↘8        |
| 21 | Сгонники                 | деревня                       | ↗179      |
| 22 | Терпигорьево             | деревня                       | ↗70       |
| 23 | Троицкое                 | село                          | ↗136      |
| 24 | Ховрино                  | деревня                       | ↘169      |
| 25 | Челобитьево              | деревня                       | ↘409      |

## Местное самоуправление
Глава городского поселения — Казаков Александр Михайлович.